# Dexetimid
A dexetimid a Parkinson-kór kezelésére használt harmadik generációs, antikolinerg(en) gyógyszer. A benzhexolhoz(en) hasonló a hatása.
Alkalmazzák gyógyszer okozta extrapiramidális szindróma(en) csillapítására is.
A többi antikolinerg szerhez hasonlóan nem alkalmas tardív diszkinézia(en) ellen (melyet gyakran ugyancsak gyógyszerek váltanak ki).

## Mellékhatások, ellenjavallatok
A dexetimid ellenjavallt súlyos máj- és vesekárosodás, prosztata-megnagyobbodás, bélhűdés(en), zárt zugú zöldhályog és myasthenia gravis esetén.
Idősek, gyermekek, terhes és szoptató nők esetén fokozott óvatosság szükséges.
Érelmeszesedéses és a dexetimidre érzékeny betegeknél mentális zavartság, izgalmi állapot,  hányinger és hányás fordulhat elő. Náluk fokozatosan kell a szert kezdeni és abbahagyni.
Mellékhatások: szájszárazság, nyelési és beszédnehézségek, szomjúság. Pupillatágulat, mely cycloplegiával(en) és fotofóbiával(en) jár együtt. A bőr kiszáradása. Átmeneti pulzuscsökkenés, melyet gyors szívverés követ szívdobogással és szívritmuszavarokkal. Vizelési zavarok. A bélmozgás csökkenése, mely székrekedéshez vezet.

## Adagolás
Szájon át, naponta egyszeri 0,5–1 mg. Enyhe vese- vagy májkárosodás esetén a kezdő adagot csökkenteni kell.
A dexetimid hatását erősítik az egyidejűleg szedett más antimuszkarinok(en), pl. az antihisztaminok(en), triciklusos antidepresszánsok(en), az amantadin.

## Készítmények
A nemzetközi gyógyszerkereskedelemben:
- Serenone (önállóan)
- Tremblex (hidroklorid formában)

Magyarországon nincs forgalomban.